# Chřibská Kamenice
Chřibská Kamenice (německy Kreibitzbach; polsky Chrybska Kamienica) je pravostranný přítok řeky Kamenice v Ústeckém kraji. Délka toku je 21,8 km. Plocha povodí měří 62,2 km².

## Průběh toku
Pramení v Lužických horách necelých 400 metrů jihozápadně od železniční stanice Jedlová na úpatí západního svahu Konopáče (též Jelení skála) v nadmořské výšce 550 m. Od prameniště její tok vede pod tělesem železničních tratí 080 a 081, dále teče spádem neregulovaným korytem v lese do Velkého jedlovského rybníka a poté pokračuje do vodní nádrže Chřibská (pitná voda, významný zdroj).

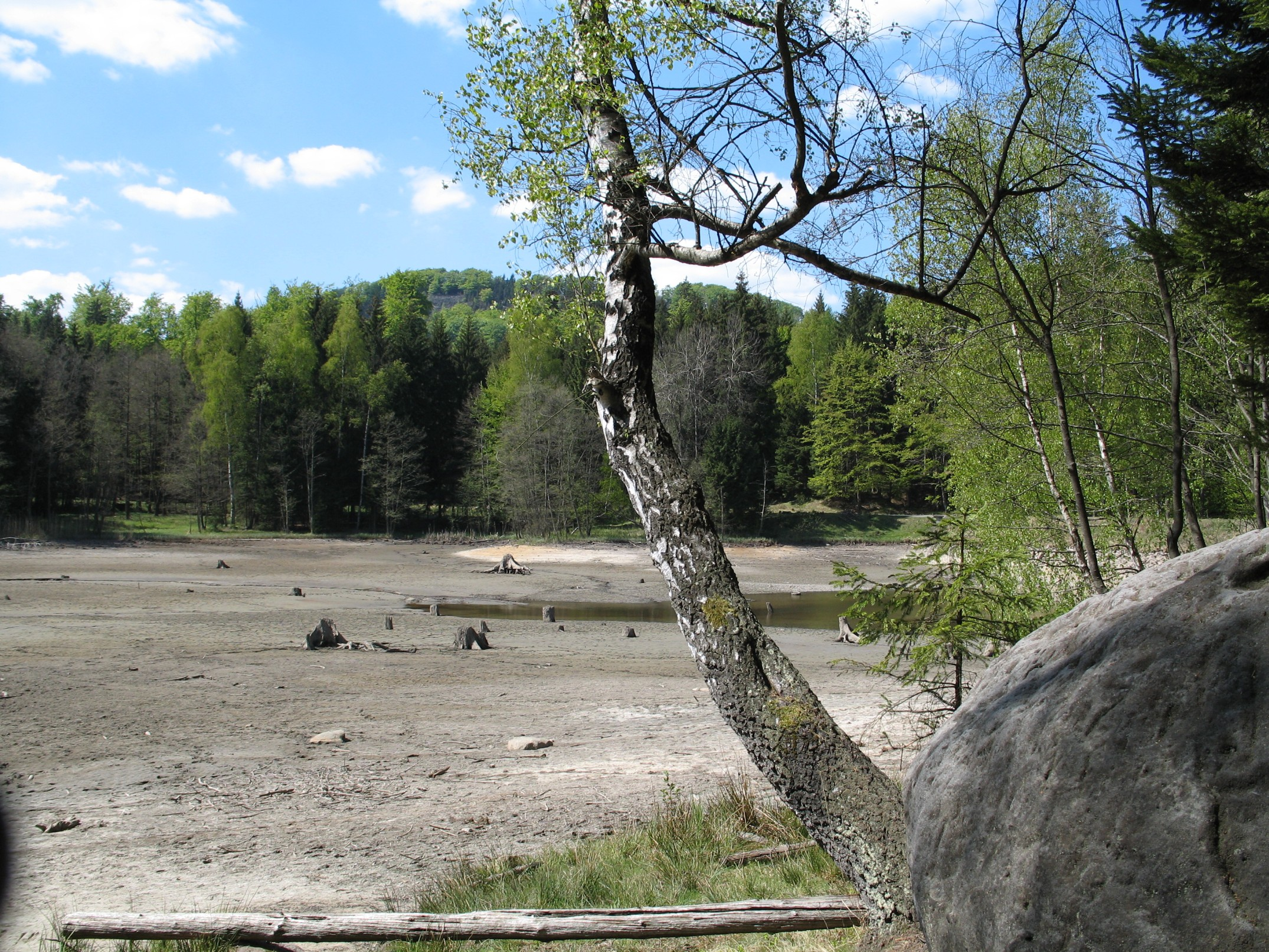
Malý potůček na dně Velkého jedlovského rybníka v době opravy jeho hráze (červenec 2007)

Dále říčka protéká městem Chřibská, kde je v délce několika kilometrů regulována, a vtéká do údolí podél silnice Dolní Chřibská – Jetřichovice. Na území Dolní Chřibské se nacházejí zbytky asi 750 m dlouhého náhonu do bývalé tkalcovny „Na Potokách“. Součástí náhonu je akvadukt vedoucí z levé na pravou stranu vodního toku ve výšce asi 3 m nad hladinou; koryto náhonu pak ústí do asi 140 m dlouhého tunelu. Chátrající továrna vyhořela v roce 1996 a po roce 2000 skončila v demolici. Silně meandrující tok dále kopíruje silnici až po vtok do Pavlínina údolí. Říčka protéká jižně od Rynartic a Jetřichovic přírodní rezervací Pavlínino údolí a opouští ji u jetřichovického koupaliště nedaleko bývalého vodního náhonu poblíž Grieselova rybníka.
Od koupaliště pokračuje dále na západ k hranici katastrálního území Všemil. Zde protéká lučinou ve většinou neregulovaném stavu. Pod Všemily se na okraji Ferdinandovy soutěsky, která leží již na katastru Srbské Kamenice, vlévá z pravé strany do Kamenice na jejím 11,2 říčním kilometru v nadmořské výšce cca 217 m. Území o rozloze 8,5 ha poblíž soutoku s Kamenicí je chráněno jako přírodní památka Meandry Chřibské Kamenice.

### Větší přítoky
- Doubický potok, zprava, ř. km 12,0
- Studený potok, zleva

## Vodní režim
Celoroční tok, v letním období snížený průtok vody. Naopak zjara jsou na toku časté povodně z tajícího sněhu v Lužických horách.[zdroj?] Průměrný průtok při ústí činí 0,92 m³/s.

## Fauna
V potoce se vyskytuje především pstruh obecný f. potoční, lipan podhorní, vranka obecná a hrouzek obecný. Ostatní ryby jen výjimečně. Dále je zaznamenán výskyt populace raka říčního a raka bahenního.
V posledních letech je stav rybí obsádky kritický. V hlavním toku až po vtok do Pavlina údolí se téměř nevyskytuje ani vodní rostlinstvo. Na dolním toku, hlavně v údolní nivě okolo Všemil, se vyskytuje vydra. V oblasti Pavlina údolí můžeme v jarních měsících potkat zatoulané kamzíky, kteří sem přijdou za potravou v době, kdy hory ještě pokrývá sníh. 
Z vodních ptáků můžeme spatřit volavku popelavou.

## Galerie

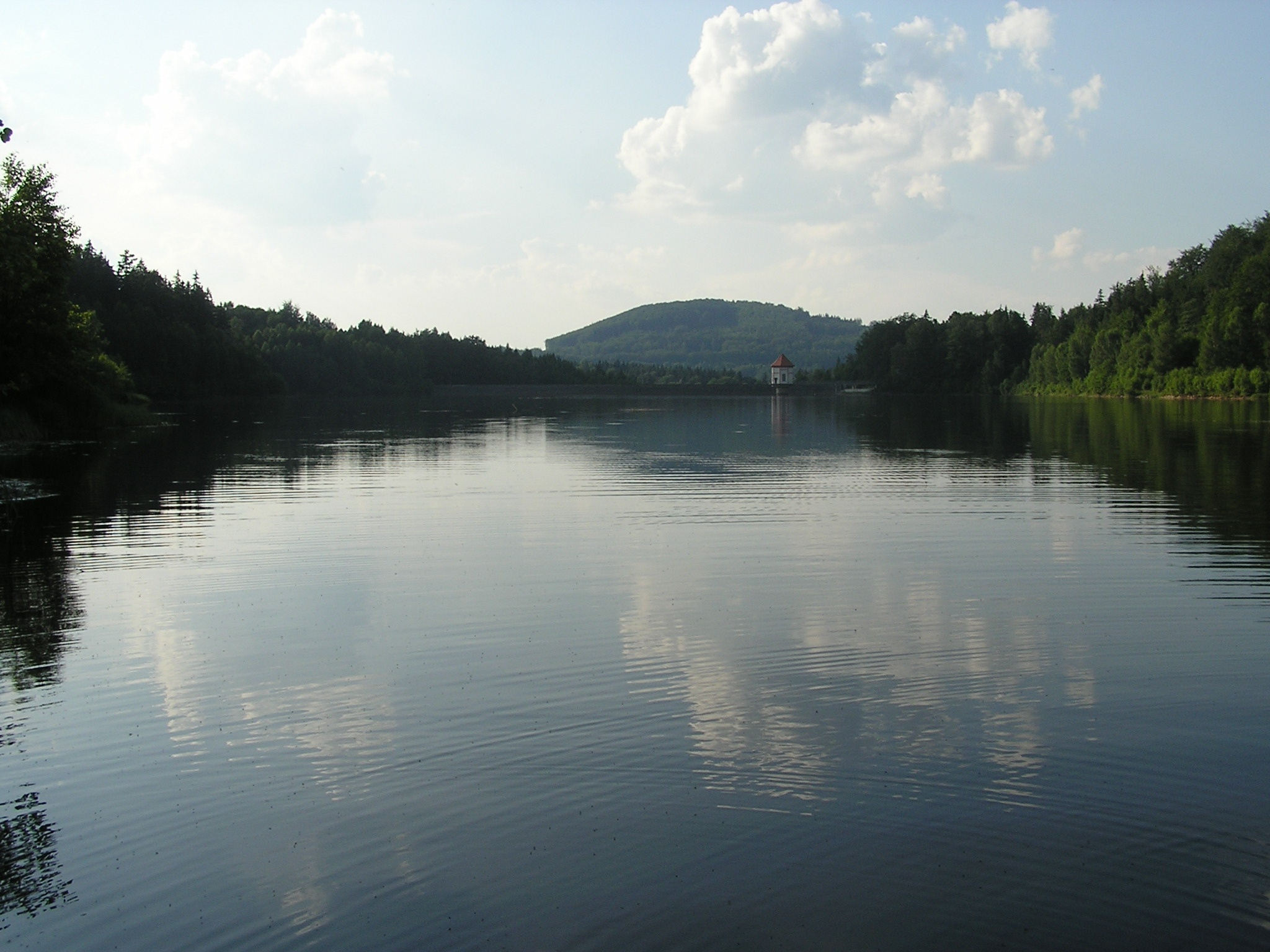
Chřibská přehrada na řece Chřibská Kamenice
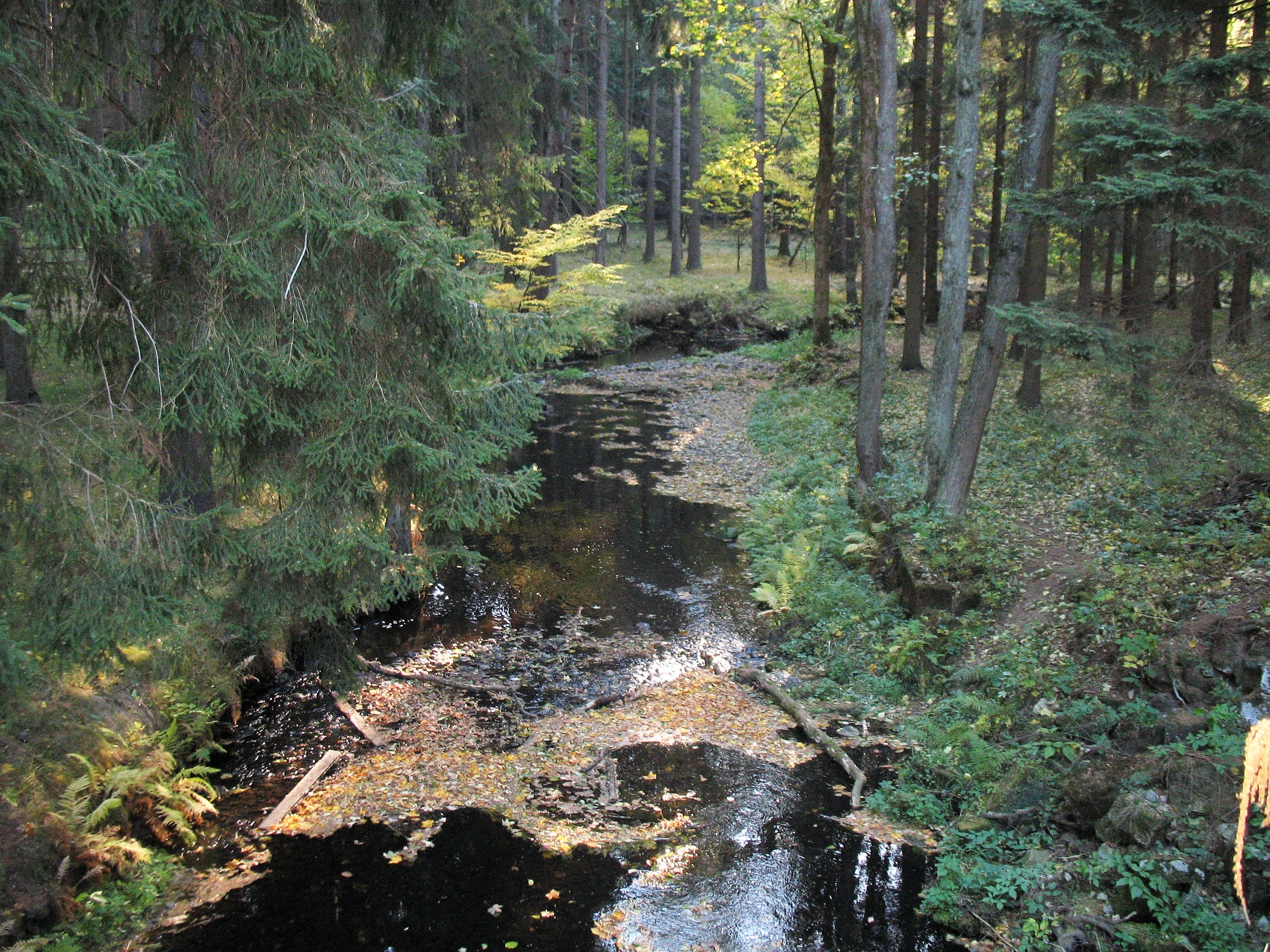
Pohled na řeku z akvaduktu v Dolní Chřibské
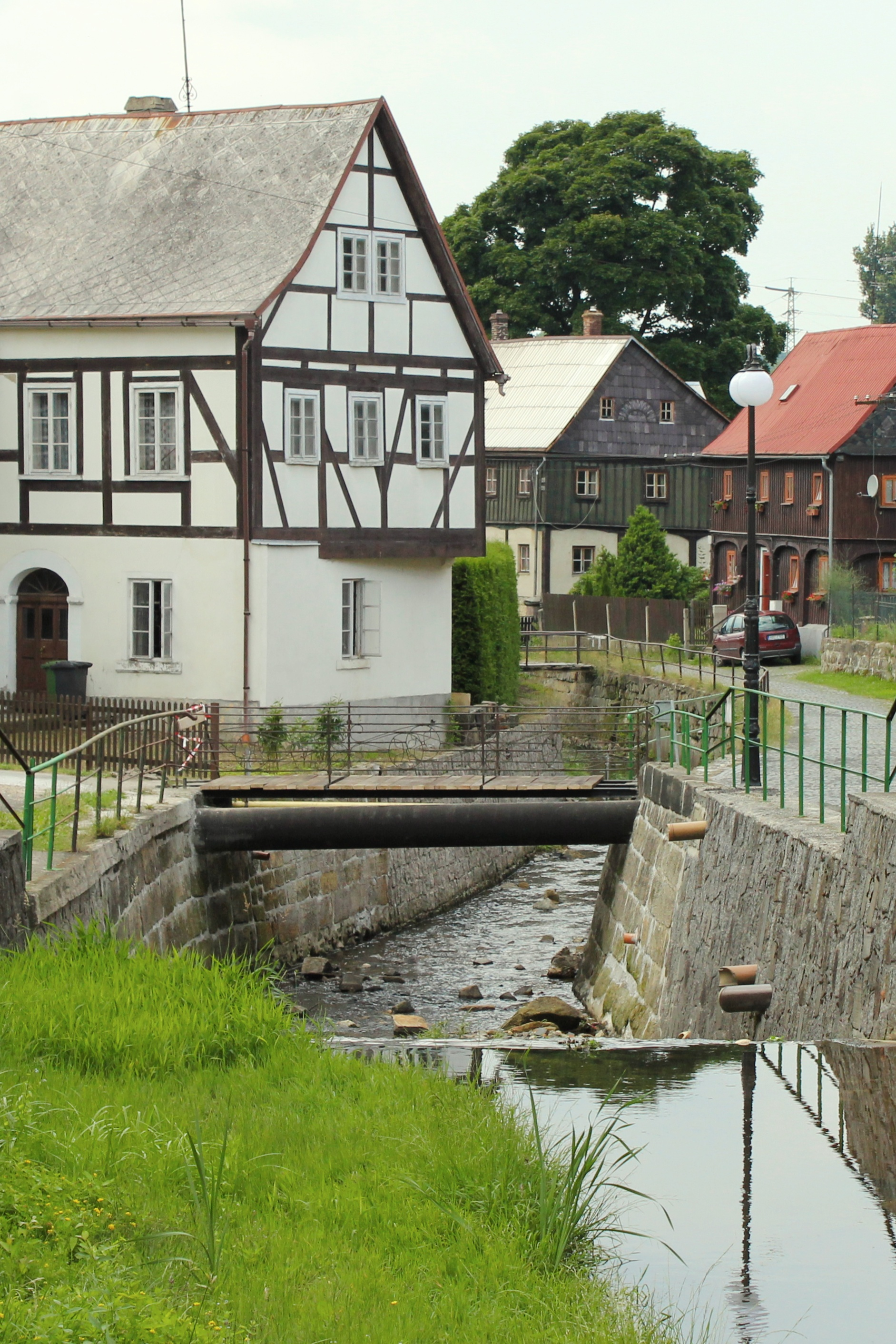
Řeka v Chřibské
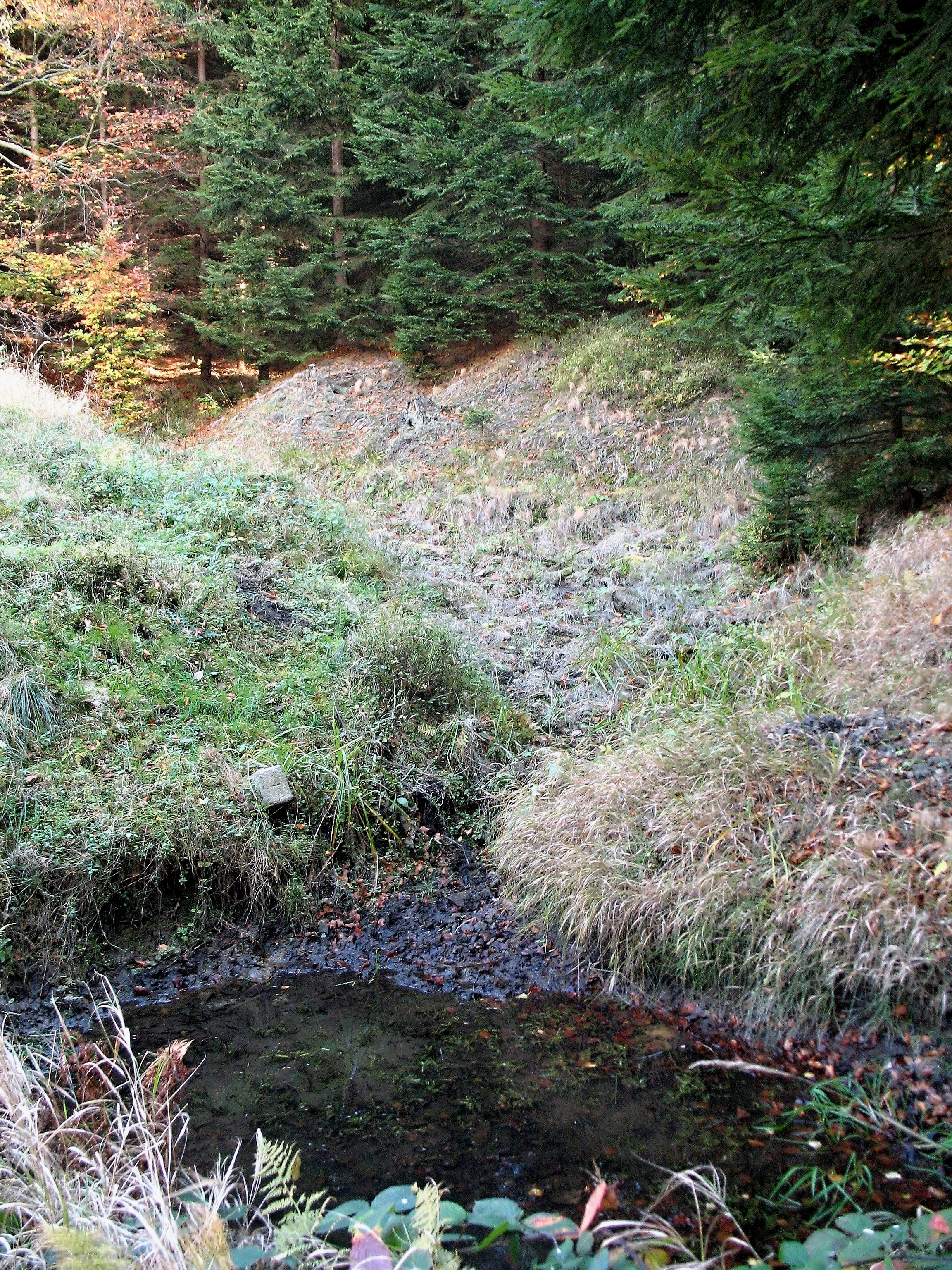
Pramen poblíž nádraží Jedlová
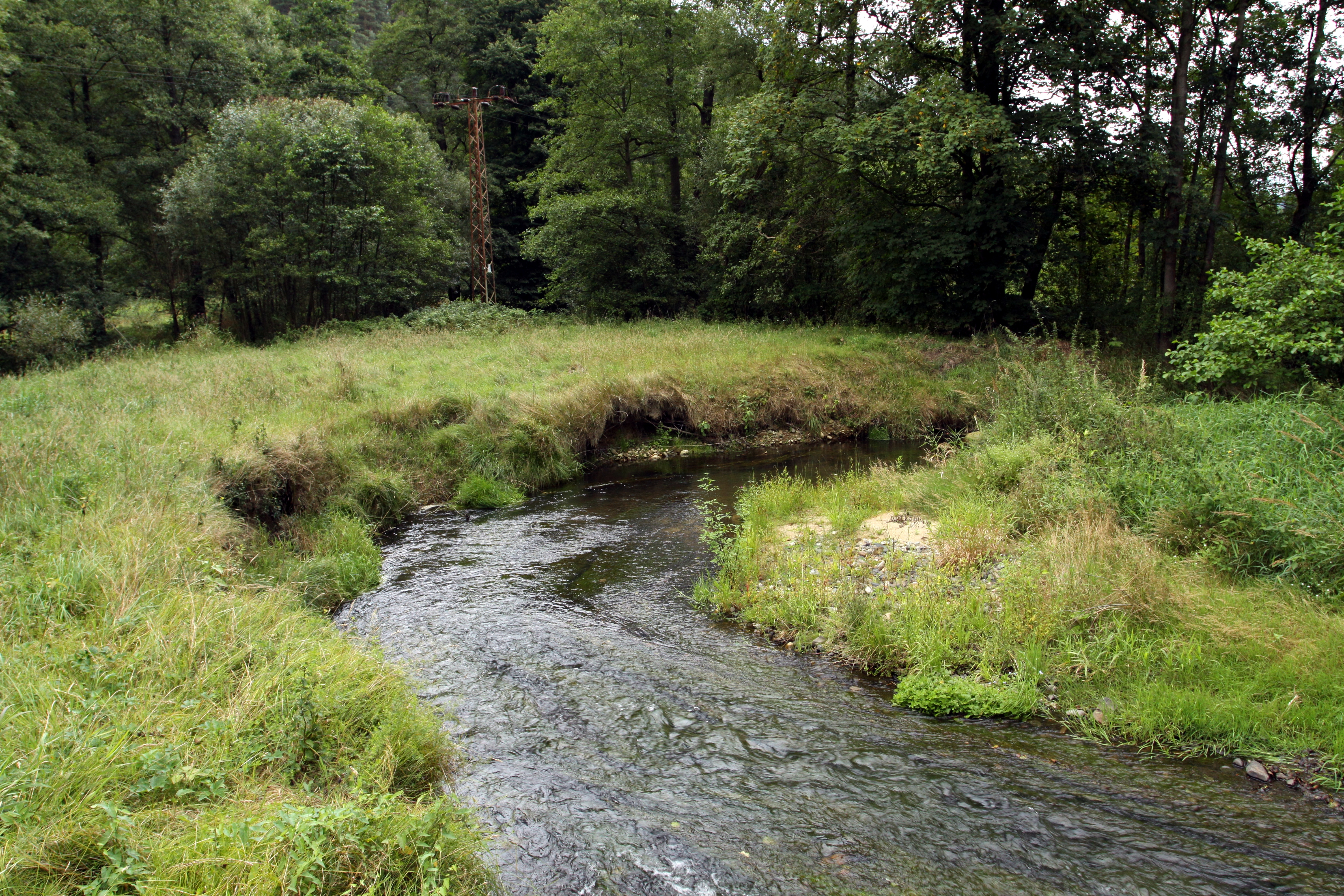
Přírodní památka Meandry Chřibské Kamenice
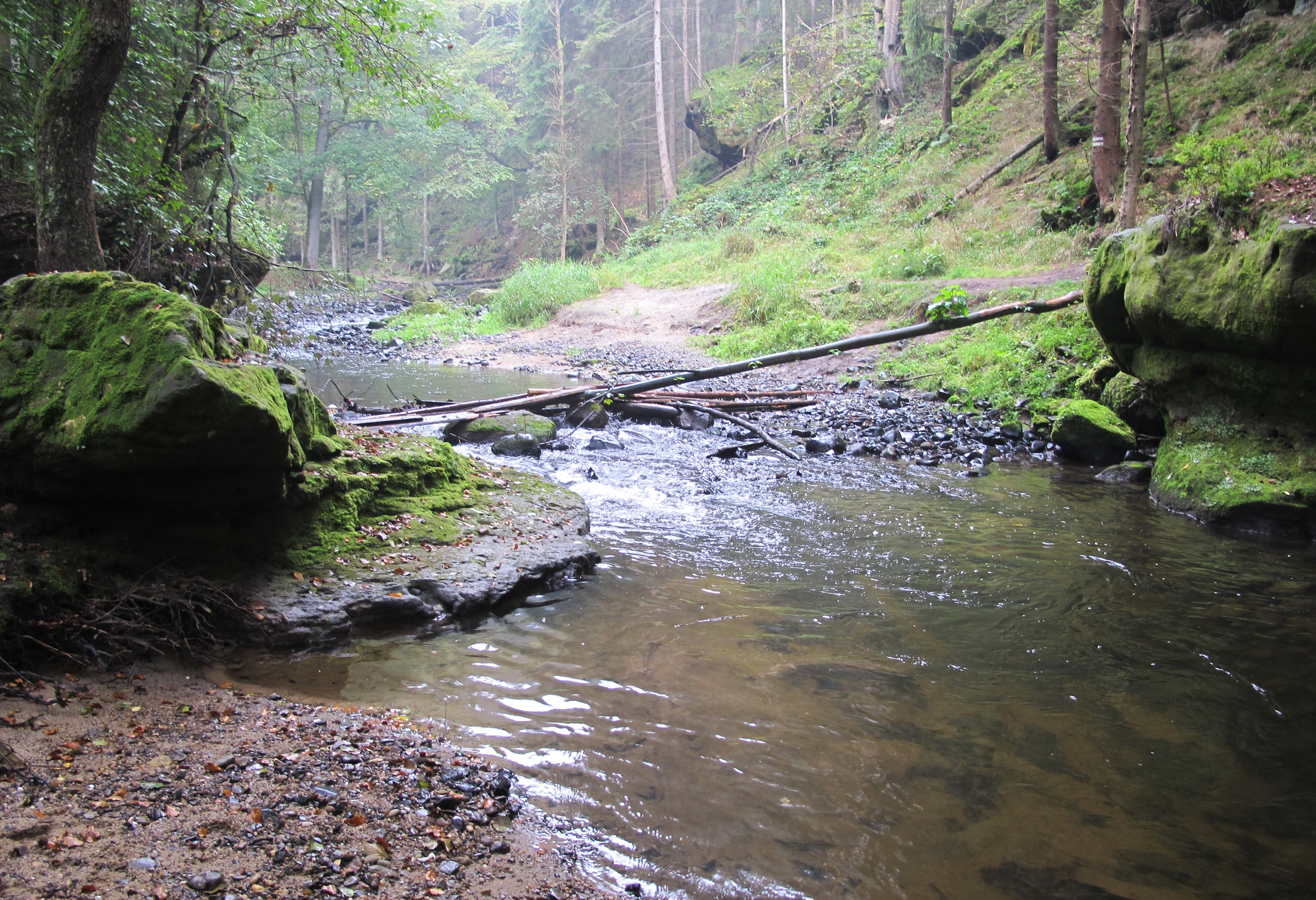
Pavlinino údolí - místo, kde stával kovový most